# Emna Louzyr
Emna Louzyr (parfois orthographié Louzir), née le 4 mars 1976 à Tunis, est une poétesse et journaliste tunisienne.

## Biographie
Elle a obtenu une maîtrise en lettres françaises à la faculté des sciences humaines et sociales de Tunis.
Elle est animatrice ainsi qu'une productrice d'émissions littéraires et culturelles de Radio Tunis chaîne internationale,.
Elle est parallèlement une poétesse de langue arabe ayant publié quatre recueils : Ranin (2003), Samt Al Barakin (2008), Sabra (Éditions Arabesques, 2010), Khabbaratni Aria (Éditions Arabesques, 2018). En 2009, elle obtient le Prix Zoubeida-Bchir du CREDIF. Sabra a fait l'objet d'une traduction en italien et a également été mis en musique par Chedly Khomsi.
En 2015, elle est désignée avec Myriam Belkadhi et Wajiha Jendoubi comme représentante de la Tunisie dans le cadre des activités de la Convention sur l'élimination de toutes les formes de discrimination à l'égard des femmes. Elle est aussi membre du jury du prix littéraire Comar d'or en 2016 et 2017.

## Publications
- (ar) Rani, Tunis, Imprimerie Tunis Carthage, 2003.
- (ar) Samt Al Barakin, édition à compte d'auteur, 2008 (ISBN 978-9973-0-0506-9) – Prix Zoubeida-Bchir 2009.
- (ar) Sabra, Tunis, Arabesques, 2010, 157 p. (ISBN 978-9938-8-0117-0).
- (ar) Khabaratni Arrih, Tunis, Arabesques, 2018 (ISBN 978-9938-0-7231-0).
- Tout un poème, Tunis, Nirvana, 2021, 152 p. (ISBN 978-9938-9-4043-5) – avec Moëz Majed.